# Bahía Solano
Bahía Solano è un comune della Colombia facente parte del dipartimento di Chocó.
L'istituzione del comune è del 12 novembre 1962, quando il territorio venne separato dal comune di Nuquí.